# Wapen van Leeuwarden
Het wapen van Leeuwarden is het gemeentelijke wapen van de Friese gemeente Leeuwarden.

## Beschrijvingen

### Wapen 1818
De beschrijving luidt:
"Van lazuur beladen met een klimmende leeuw van goud. Het schild gedekt met een gouden kroon."
Met het Koninklijk Besluit van 25 maart 1818 werd de gemeente bevestigd met het wapen.

### Wapen 2019
De beschrijving luidt:
"In azuur een gouden leeuw, de top van de staart naar rechts gekruld. Het schild gedekt met een gouden kroon van drie bladeren en tweemaal drie parels en gehouden door een rode leeuw en een klimmend rood hert, staande op een grasgrond."
Het wapen werd op 17 september 2019 bij koninklijk besluit verleend.

## Geschiedenis
In de wapenbeschrijving is geen sprake welk type kroon boven het schild zou moeten staan. Over de oorsprong van het wapen is niet veel bekend, het zou een sprekend wapen zijn, verwijzend naar de leeuw in de naam Leeuwarden, of een anders gekleurde variant van de invloedrijke familie Minnema. Historicus Paul Noomen noemt deze verbanden onwaarschijnlijk. Hoogstwaarschijnlijk houdt de leeuw verband met Sint Vitus, beschermheilige van Leeuwarden en de patroon van de oudste parochiekerk, de Oldehove. Als symbool komt de leeuw vanaf 1422 (en niet 1390) voor op het stadszegel, aanvankelijk als een gaande leeuw. Sinds ongeveer 1430 verschijnt de leeuw op stadsmunten, nu als klimmende leeuw. Een munt van 1471 toont deze klimmende leeuw in een wapenschild.
De oudst bekende afbeelding in kleur is afkomstig uit het jaar 1584. De kroon dateert uit 1806. Volgens experts is het wapen voor verbetering vatbaar, zo zou het wapen eigenlijk vijf fleurons moeten dragen, daarnaast schildhouders met de rode leeuw van de familie Van Burmania en een rood hert van de familie Van Cammingha.
Na de fusie met een deel van Boornsterhem was het de wens van de gemeente om het wapen te wijzigen vanwege de herindelingen van 2014, het driehonderdjarig bestaan van het stadhuis in 2015, en de titel Culturele Hoofdstad. Het ontwerp uit 2014 is gemaakt door de Fryske Rie foar Heraldyk op basis van een eerder advies uit 1985, toen naar aanleiding van 700 jaar Leeuwarden. In juli 2015 werd het advies voorgelegd aan de Hoge Raad van Adel. De Hoge Raad stemde in, met uitzondering van de gewenste markiezenkroon met vijf fleurons.
 Het gewijzigde wapen werd op 17 september 2019 bij Koninklijk Besluit verleend.

## Meerdere wapens met een gouden leeuw op een blauw veld
Leeuwarden was in 1815 niet de enige gemeente die een wapen met een gouden leeuw op een blauw veld aanvroeg. Ook Udenhout en Schelluinen dienden een dergelijke aanvraag in. Omdat het gevraagde wapen sterk zou lijken op het Rijkswapen, en de wapens van Leeuwarden, Schelluinen en Udenhout erg veel op elkaar zouden gaan lijken, moest de Hoge Raad van Adel zich hier eerst over buigen. Zij besloot het wapen van Schelluinen zoals het was aangevraagd toe te kennen, evenals het wapen van Leeuwarden, dat ter onderscheiding een kroon kreeg. Udenhout kreeg het aangevraagde wapen in omgekeerde kleuren en zonder een aangevraagde spreuk.

## Afbeeldingen

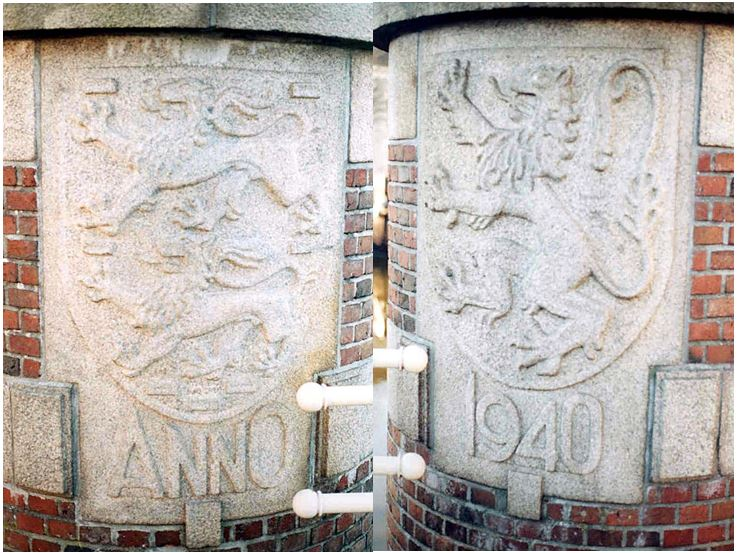
Links het wapen van Friesland, rechts Leeuwarden.
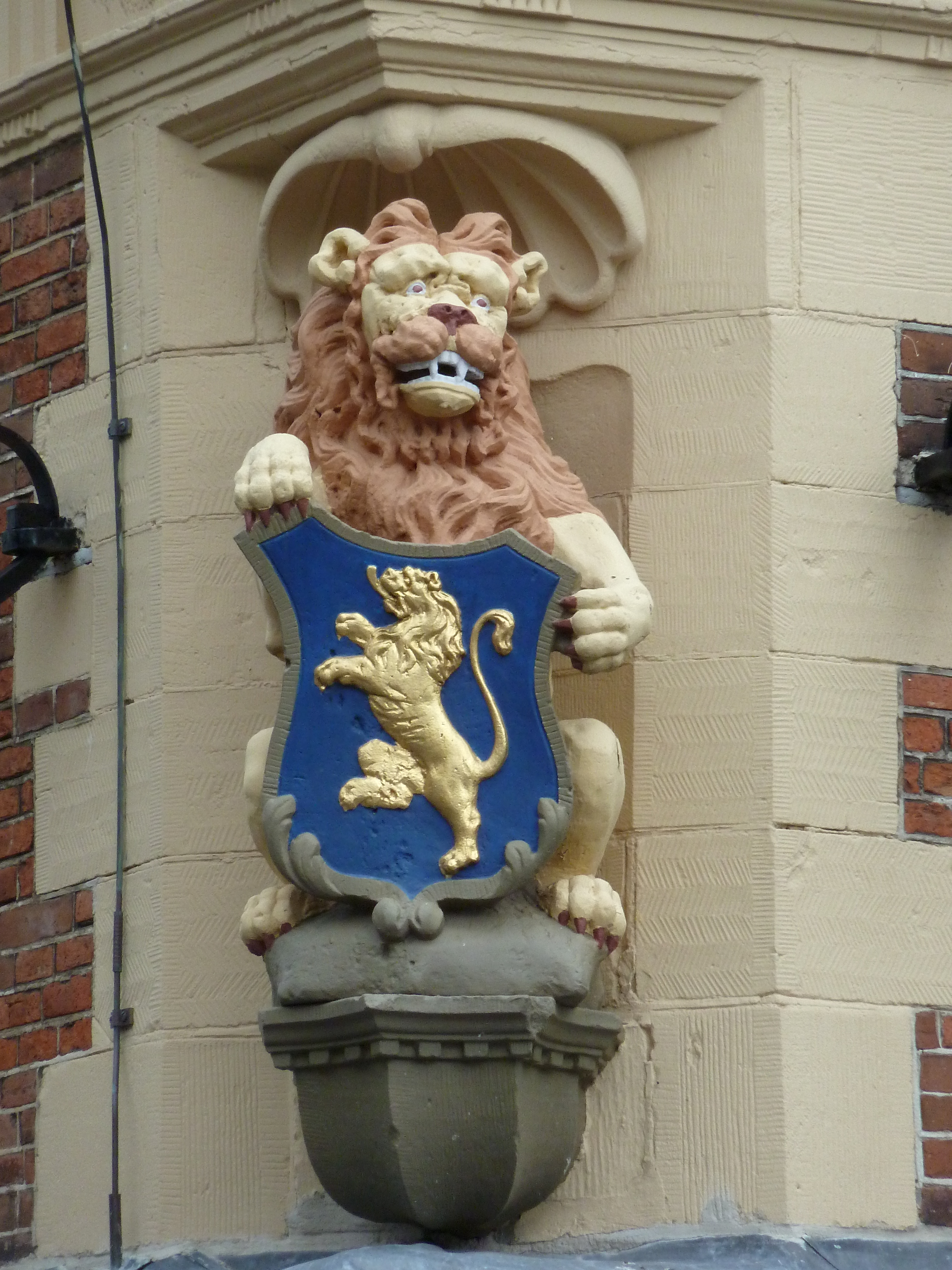
Het wapen op de waag, met schildhouder